# Пијериде
Пијериде (грч. Πιερίδες) су у грчкој митологији биле Пијерове кћерке.

## Етимологија
Према Хесиодовој теогонији, али и према другим ауторима, Пијериде (такође и једнина, Пијерида) су друго име за музе, а које су добиле по Пијерији близу планине Олимп, где су првобитно обожаване у Тракији. Према Паусанији, Еурипиду и другим ауторима, њихово име је изведено од имена античког краља Пијера који је прешао из Тракије у Беотију и увео обожавање муза у Теспији. Паусанија је извештавао да су постојале приче према којима су Пијерове кћерке проглашене музама, те да су њихови синови били јунаци за које се тврдило да су синови муза. Осим што се понекад изједначавају са музама, Пијериде се још називају и Ематиде.

## Митологија
Њихови родитељи су били Пијер из Пеле и Европа из Пеоније. Било их је девет, баш колико и муза и биле су поносне на своје певање, иако су описане као крештаве девојке. Зато су изазвале музе на музичко надметање на Хеликону. Једна од Пијерида је започела песму којом је славила гиганте и описала бекство богова испред страшног Тифона. Муза Калиопа је, божанским гласом, опевала подвиге богова и нимфе су прогласиле да су музе победиле. Пијериде нису прихватиле пораз достојанствено; напале су музе клетвама и претњама, па су их ове преобразиле у свраке, крештаве и брбљиве птице, баш каве су Пијериде и биле. Према једној причи, песма крештавих Пијерида је натерала природу да се смрачи, а људе просто нису дотакли њихови нескладни гласови. Музе су толико милозвучно певале, да је цела васељена уживала, а Хеликон је почео да се уздиже према небу, све док га Пегаз ударцем копита није зауставио. Због тога што су се усудиле да изазову музе на такмичење, Пијериде су кажњене тако што су претворене у девет различитих врста птица; гњурца, вијоглаву, кликтавца, креју, жуну, штиглица, пловку, пузавца и једну врсту голуба. Аутори који су писали о њима су Антонин Либерал, Квинт Смирњанин и Овидије у „Метаморфозама“.